# G. Edward Griffin
G. Edward Griffin, född 7 november 1931 är en politisk kommentator, författare och dokumentärfilmare.